# Wolfgang Ratke
Wolfgang Ratke ou Wolfgangus Ratichius, né à Wilster dans le duché de Holstein-Glückstadt le 18 octobre 1571 et mort à Erfurt le 27 avril 1635, est un pédagogue et théoricien de l'éducation de langue allemande.

## Biographie
Wolfgang Ratke a été formé à l'université de Rostock, où il a étudié les mathématiques, la philosophie et la théologie. Il a ensuite séjourné en Hollande, où il a construit sa pensée pédagogique.
Il présente sa théorie à Francfort-sur-le-Main en 1612, à l'occasion de l'élection de Matthias Ier de Habsbourg comme empereur du Saint-Empire romain germanique. Elle porte essentiellement sur l'enseignement des langues anciennes et contemporaines. Il se fait remarquer de quelques princes ; le landgrave Louis V de Hesse-Darmstadt demande à deux professeurs de l'université de Giessen, Helvicus et Jungius, d'examiner sa méthode ; ils rendent un rapport favorable. Un autre rapport favorable est établi la même année, à la demande de la duchesse de Saxe-Weimar, Dorothée-Marie d'Anhalt, par des professeurs de l'université d'Iéna, Gualther Balthazar, Albert Grawer, Zacharias Brendel et Wolf ; mais d'autres universitaires émettent des opinions hostiles.
En 1614, il est appelé à Augsbourg pour réformer les écoles de la ville ; Helvicus et Jungius l'accompagnent. Mais son caractère difficile et intransigeant les décourage et ils s'en vont. L'expérience tourne court.
Le 10 avril 1618, Ratke arrive à Cöthen, appelé par le prince Louis d'Anhalt-Köthen, frère de Dorothée-Marie d'Anhalt, qui réclamait sa venue depuis plusieurs années. Pendant la période qui suit, les publications de textes théoriques et de manuels se multiplient, de la part de Ratke et de ses collaborateurs. Mais une opposition de plus en plus forte apparaît de la part du clergé local, qui est calviniste, contre l'enseignement de Ratke qui est marqué par le luthéranisme. Le prince lui retire son appui.
Après Cöthen, Ratke se rend à Magdebourg, puis à Rudolstadt, où il reste de septembre 1622 à juillet 1628 et où il peut compter sur l'appui de la comtesse Anne-Sophie d'Anhalt, sœur de la duchesse Dorothée-Marie de Saxe-Weimar, décédée en 1617.
En 1633, Ratke est victime d'un AVC qui le laisse paralysé de la langue et du côté droit. Le 27 avril 1635, il meurt à Erfurt à l'âge de soixante-quatre ans.

## Pensée
Ratke a voulu réformer les méthodes d'enseignement en les fondant sur la raison et non plus sur les habitudes anciennes, ce qu'il a exprimé dans la formule Ratio vicit, vetustas cessit. Il a été fortement influencé par la philosophie de Francis Bacon.
Son programme reste principalement limité à l'enseignement des langues, qui doit commencer par la langue maternelle, et des mathématiques. Il est très marqué par l'influence de la religion luthérienne et la place de la Bible.
L'enseignement doit suivre un ordre naturel. Il doit reposer sur l'expérience et l'induction et rejeter l'argument d'autorité, en s'appuyant sur la raison et non sur la tradition.
Il ne faut pas utiliser la contrainte, en particulier les châtiments corporels ; on apprend mieux par le plaisir. Il ne sert à rien de faire apprendre par cœur, mais la répétition doit être systématiquement pratiquée. Il faut avancer pas à pas, n'étudier qu'une chose à la fois et ne pas s'engager dans une nouvelle étape tant que la précédente n'est pas solidement acquise. Entre les leçons, il faut de fréquentes récréations. L'enseignement doit être donné en langue maternelle, plutôt qu'en latin, et les manuels doivent aussi être rédigés dans la langue maternelle ; ces manuels doivent être organisés d'une manière homogène.